# Selatosomus aeneus
Espèce
Selatosomus aeneus est une espèce de coléoptères de la famille des élatéridés du genre Selatosomus, décrite par Carl von Linné dans son Systema naturae en 1758. Elle se caractérise par sa couleur brillante aux reflets métalliques.

## Sous-espèces
- Selatosomus aeneus bicolor Depoli
- Selatosomus aeneus coeruleus Schilsky
- Selatosomus aeneus cyaneus Marsh
- Selatosomus aeneus germanus (Linnaeus)
- Selatosomus aeneus mutator Rey
- Selatosomus aeneus subrugosicollis Rey
- Selatosomus aeneus superbus Dan
- Selatosomus aeneus viridinitens Voet

## Description
Cette espèce, qui se rencontre en Europe jusqu'à l'Oural, mesure à l'état d'imago jusqu'à 16 millimètres à 18 millimètres de longueur et 3 millimètres de largeur. Ses œufs blancs mesurent 0,7 mm. Les larves mesurent 25 millimètres de longueur et 3,3 millimètres de largeur et sont d'un blanc jaunâtre. Les pupes mesurent jusqu'à 16 millimètres.

## Écologie
Cette espèce phytophage est active le jour.
Selatosomus aeneus se nourrit des racines de Poaceae et du maïs en particulier, du tournesol et de la pomme de terre, ainsi que des légumes et des jeunes pousses d'arbres.

## Taxonomie
Synonymes
- Elater aeneus Linnaeus, 1758
- Selatosomus hispanicus Reitter, 1910